# Kirchheim an der Weinstraße
Kirchheim an der Weinstraße város Németországban, Rajna-vidék-Pfalz tartományban. Lakosainak száma 1916 fő (2023. december 31.).

## Népesség
A településen legutóbb 2013 végén volt népszámlálás. Ekkor 1849 ember élt itt.